# Drzwi percepcji
Drzwi percepcji (The Doors of Perception) – esej Aldousa Huxleya z 1954. Traktat o postrzeganiu świata – percepcji, oraz o jej zmianach wywołanych substancjami psychoaktywnymi. Opisał w niej dokładnie swój eksperyment z meskaliną. Starał się jak najdokładniej zinterpretować swoje wizje. Książka ta stała się "biblią" hippisów.
Tytuł książki został zaczerpnięty z utworu Williama Blake'a The Marriage of Heaven and Hell. Do koncepcji "drzwi percepcji" nawiązuje również nazwa grupy The Doors.
Książka wydana w Polsce przez wydawnictwo Przedświt ok. 1991 roku, w tłumaczeniu Piotra Kołyszko (ISBN 978-83-7057-005-7) oraz w 2012 r. przez wydawnictwo Cień Kształtu, w tłumaczeniu Marty Mikity (ISBN 978-83-60685-15-0).